# کیورث
کیورث (به انگلیسی: Keyworth) یک روستا و محله مدنی در بریتانیا است که در راشکلف واقع شده‌است. کیورث ۶٬۹۲۰ نفر جمعیت دارد.